# Gonatacanthus pulcher
Gonatacanthus pulcher är en insektsart som först beskrevs av Bolívar, I. 1900.  Gonatacanthus pulcher ingår i släktet Gonatacanthus och familjen vårtbitare. Inga underarter finns listade i Catalogue of Life.